# Eninaitok
Eninaitok är en ö i Marshallöarna.   Den ligger i kommunen Ebon, i den södra delen av Marshallöarna, 400 km sydväst om huvudstaden Majuro. Arean är 0,45 kvadratkilometer.
Terrängen på Eninaitok är platt. Öns högsta punkt är 19 meter över havet. Den sträcker sig 2,5 kilometer i nord-sydlig riktning, och 0,5 kilometer i öst-västlig riktning.